# Bootleg dei Beatles
I bootleg dei Beatles, ovvero registrazioni non autorizzate di brani del gruppo, risalgono alla fine degli anni '60; si trattava di materiale rubato o registrato illegalmente.

## Storia
Uno dei primi bootleg dei Beatles fu Kum Back, conteneva l'acetato dell'album Get Back messo insieme dal tecnico del suono Glyn Johns il 10 marzo 1969. L'album conteneva primi mixaggi approssimativi e versioni differenti delle canzoni che sarebbero poi state pubblicate sull'album Let It Be. Una copia dell'acetato arrivò negli Stati Uniti e in settembre alcune stazioni radio in tutto il Paese lo trasmisero. Nel frattempo l'album Kum Back apparve anche nei negozi. Non molto tempo dopo, anche il secondo mix di Glyn Johns venne pubblicato clandestinamente. Queste registrazioni, note come le Let It Be Sessions (chiamate anche Get Back Sessions) sono la maggiore fonte di materiale per i bootleg sui Beatles.

## Elenco
Qui di seguito è elencata una lista dei più comuni bootleg dei Beatles, divisi per periodo di attività del gruppo.

### I Quarrymen e i Silver Beatles (1957 - 1960)

#### Il primo incontro fra John e Paul (Luglio 1957)
Il 6 luglio 1957 i Quarrymen suonavano a una festa estiva per la parrocchia di St Peter's Parish Church. Verso sera, Paul McCartney incontrò per la prima volta John Lennon dietro le quinte dello spettacolo. A presentarli l'uno con l'altro fu Ivan Vaughan, un comune amico che suonava il basso con il gruppo. Nel 1994 Bob Molyneux, un poliziotto in pensione, ritrovò un nastro dello show, che aveva registrato provando un registratore portatile Grundig. Il nastro, di bassa qualità, conteneva l'esibizione dei Quarrymen che eseguivano Puttin' on the Style di Lonnie Donegan e Baby Let's Play House di Elvis Presley. Il nastro venne messo all'asta nel settembre di quell'anno e venduto da Sotheby's alla EMI per 78.500 sterline, il più alto prezzo mai pagato per una registrazione. La EMI tentò di migliorare la qualità del nastro per includerlo nella Beatles Anthology, ma il nastro venne comunque ritenuto inadatto per una trasmissione televisiva, e così rimase inedito. Un estratto di 30 secondi del nastro, fatto ascoltare da Sotheby's per pubblicizzare l'asta, venne da allora pubblicato su vari bootlegs.

#### Prove a casa di Paul (1960)
Nastro realizzato dalla band nel 1960, comprende alcune canzoni che sarebbero poi state registrate successivamente in studio. Alcune sono state incluse nel CD 1 della collana Anthology.
Le canzoni del nastro sono:
1. Well Darling
2. Johnny Johnny
3. That's the End
4. I Don't Need No Cigarette Boy
5. Matchbox
6. One After 909
7. Cayenne
8. Hello Little Girl
9. That's When Your Heartaches Begin
10. Wildcat
11. I'll Always Be in Love With You
12. Some Days, Hallelujah I Love Her So
13. You'll Be Mine
14. The World Is Waiting for the Sunrise
15. I'll Follow the Sun
16. You Must Write Everyday
17. Movin' and Groovin
18. Ramrod
19. An Important Number

### Prime registrazioni dei Beatles (1960 - 1962)

#### Provino Decca (1º gennaio 1962)
Registrazione contenente le 15 canzoni eseguite dai Beatles durante la fallita audizione alla Decca Records.

#### Prove al Cavern Club (1962)
Esecuzioni al Cavern Club di I Saw Her Standing There, One After 909 e Catswalk. La registrazione avvenne presumibilmente nel settembre 1962.

#### I nastri dello Star Club (Dicembre 1962)
Nel dicembre 1962, i Beatles suonarono per un periodo di due settimane allo Star Club di Amburgo.
Ai tempi, Adrian Barber effettuò una registrazione degli show per Ted "Kingsize" Taylor, che risaltò fuori durante gli anni Settanta, diventando la fonte di molte pubblicazioni semi-legali del periodo.
La registrazione è grezza, ma riesce a catturare un'esibizione grintosa della band. Certe canzoni, come I Saw Her Standing There e Ask Me Why, sarebbero apparse in seguito sui dischi ufficiali del gruppo. Ci sono le reinterpretazioni abituali, ma anche qualcuna non disponibile altrimenti, come ad esempio Where Have You Been? di Arthur Alexander, Sheila di Tommy Roe, I Remember You di Frank Ifield, Falling In Love Again di Frederick Hollander (resa famosa da Marlene Dietrich nel film L'Angelo Azzurro) e Your Feet's Too Big di Fats Waller.
I nastri dello Star Club sono storicamente intriganti poiché catturano i Beatles mentre eseguono alcune delle loro nuove composizioni nello stile selvaggio dei loro esordi pre-celebrità.
Come per i “Decca Tapes”, i nastri divennero la base per numerose future uscite semi-legali su disco, debuttando sull'album Live! at the Star-Club in Hamburg, Germany; 1962 (Lingasong records) nel 1977. (Le edizioni UK e USA del disco hanno una differente scaletta dei brani; una pubblicazione più tarda, The Beatles' Historic Sessions, include tutte e 30 le tracce contenute nei due dischi della Lingasong). Le prime edizioni contenevano delle note esplicative che lasciavano supporre che le registrazioni fossero avvenute nella primavera del 1962, la sera che Ringo Starr sostituì Pete Best alla batteria; attualmente invece, si pensa che i nastri risalgano alla fine del dicembre 1962. La datazione di dicembre sembra essere quella esatta, dato che i nastri stessi appartengono alla EMI che scritturò il gruppo nel giugno 1962.

### La Beatlemania e le registrazioni dei concerti (1962 - 1966)

#### Le BBC Sessions (1962 - 1965)
I Beatles, abitualmente si esibivano dal vivo negli studi della BBC. Non si limitavano a suonare solo i propri pezzi, ma eseguivano anche molte cover di altri musicisti come Buddy Holly, Chuck Berry, o Ray Charles. Queste sessioni spesso sono state fatte passare come inediti di studio del gruppo nei bootleg degli anni Settanta. La popolarità dei nastri alla BBC dei Beatles raggiunse l'apice con la pubblicazione di un box celebrativo di nove CD edito dalla Great Dane Records, The Complete BBC Sessions, che ben presto soppiantò tutti gli altri bootleg in materia, presentando il materiale in ordine cronologico e nella miglior qualità sonora possibile all'epoca. La popolarità presso i fan di questo bootleg, incise negativamente sulle vendite dell'uscita ufficiale del doppio CD Live at the BBC della EMI. Infatti, mentre il disco ufficiale contiene solo una piccola parte dei numerosi brani registrati dai Beatles all'epoca delle sessions BBC, l'uscita pirata fornisce una panoramica molto più esaustiva del periodo in questione. La più recente versione "completa" disponibile delle sessioni, è un box di undici CD in vendita su internet. Nel 2013 la EMI ha pubblicato un secondo volume delle registrazioni dei Beatles alla BBC, l'album doppio On Air - Live at the BBC Volume 2, che ha parzialmente colmato la lacuna.

#### Concerti (1963 - 1966)
Molti concerti dei Beatles sono apparsi su bootleg. Il primo concerto del gruppo registrato interamente risale al 7 dicembre 1963, all'Empire Theatre di Liverpool. Le esibizioni dei Beatles all‘Hollywood Bowl e allo Shea Stadium, insieme ad altri concerti, sono apparse frequentemente su bootleg. Spezzoni tratti dai due show tenuti all'Hollywood Bowl uscirono anche come album ufficiale nel 1977 con il titolo: The Beatles at the Hollywood Bowl. In tempi recenti, secondo il giornalista Peter Palmiere, sarebbero ricomparsi altri nastri inediti di concerti dei Beatles. I più recenti sono due show tenutisi a Memphis, Tennessee, durante il tour USA del 1966.
Segue una lista dei principali concerti dei Beatles apparsi su bootleg:
- Washington Coliseum, 11 febbraio 1964. Il primo concerto dei Beatles negli Stati Uniti fu registrato per intero dalle telecamere in bianco e nero che filmavano l'esibizione. Alcune parti del concerto sono ascoltabili nel documentario The Beatles Anthology, e in The Beatles: The First U.S. Visit.
- Hollywood Bowl, 23 agosto 1964, 30 agosto 1965. Due concerti eseguiti dai Beatles all'Hollywood Bowl furono registrati e alcune parti sono ascoltabili nel disco ufficiale The Beatles at the Hollywood Bowl. Il disco non è mai stato ufficialmente pubblicato su CD, ma una canzone, Baby's in Black, è stata pubblicata su singolo insieme a Real Love, nel 1996.
- Palais des Sports, 20 giugno 1965. I Beatles fecero due concerti al Palais des Sports di Parigi il 20 giugno del 1965. Furono trasmessi dalla radio francese.
- Shea Stadium, 15 agosto 1965. Il concerto allo Shea Stadium fu filmato per uno speciale televisivo, The Beatles at Shea Stadium. Una canzone, Everybody's Trying to Be My Baby, è stata pubblicata nell'album Anthology 2, e alcune parti sono ascoltabili nel documentario The Beatles Anthology. Un estratto di trenta minuti del materiale tratto dal concerto è stato rimasterizzato e pubblicato in concomitanza con l'uscita nelle sale del film The Beatles: Eight Days a Week di Ron Howard il 15 settembre 2016.
- Budokan, 30 giugno 1966. Vari concerti all'arena Nippon Budokan, di Tokyo, vennero filmati a colori per la televisione giapponese. Due canzoni sono state incluse in Anthology 2, Rock and Roll Music e She's a Woman. Alcune parti filmate sono ascoltabili nel documentario The Beatles Anthology. Il live è stato incluso anche nel bootleg Five Nights in a Judo Arena, uscito nel 1989.
- Candlestick Park, 29 agosto 1966. L'ultimo concerto dei Beatles venne registrato da Tony Barrow su un registratore portatile con l'autorizzazione di Paul McCartney; il nastro termina prima della fine dell'esibizione perdendo gli ultimi due minuti di concerto.[1]

Esiste infine, una versione pirata del concerto del 1964 all'Hollywood Bowl, che fu pubblicata nel 1971 circa. Stampata su vinile di colore rosso, ha una copertina arancione con una caricatura di Paul McCartney con in braccio la figlia appena nata, entrambi raffigurati con fattezze porcine. Questa versione è uno dei bootleg più rari dell'intero catalogo pirata dei Beatles.

### Studio Outtakes (1962 - 1970)
Un sorprendente numero di nastri dei Beatles in studio di registrazione è disponibile su bootleg. Si passa da sessioni quasi totalmente complete, come per esempio, le sedute mattutine per l'album Please Please Me— a spezzoni frammentari e/o missaggi differenti e versioni alternative di brani presi dagli acetati provvisori.

#### Storia
La prima registrazione di questo genere ad apparire su bootleg è stata la canzone esclusa dal White Album, What's the New Mary Jane, nel 1972. Cadde nelle mani dei pirati grazie a un acetato di prova che John Lennon aveva dato a un amico. Più tardi, nel 1977, missaggi primitivi di I Am The Walrus e The Fool on the Hill furono trasmessi durante una trasmissione di Radio Luxembourg.
Proprio nel 1977, quando il contratto tra i Beatles e la EMI terminò, la casa discografica riaprì i suoi archivi per il progetto futuro di pubblicare un album interamente fatto di versioni alternative e di inediti; a quel punto si ebbe una vera e propria fuoriuscita di nastri illegali. Il primo gruppo di canzoni a vedere la luce, tratte da una compilation in cassetta fatta in casa, conteneva Leave My Kitten Alone, One After 909 (la versione del 1963), If You've Got Troubles, Christmas Time (Is Here Again!), That Means A Lot, Come and Get It, Rip It Up / Shake Rattle And Roll, Not Fade Away (tratta dalle "Get Back sessions") e Dig a Pony (la versione lunga senza i tagli di Phil Spector).
Nel 1981, il tecnico del suono John Barrett fu incaricato di catalogare l'intera collezione di registrazioni effettuate dalla band in studio durante il loro contratto di sette anni con la EMI. Il frutto di questo lavoro diede il via a due progetti: un documentario audio/video sugli Abbey Road Studios intitolato The Beatles Live At Abbey Road (che uscì il 18 luglio 1983) e un disco di outtakes che avrebbe dovuto uscire intitolandosi semplicemente Sessions, la cui uscita fu impedita dai membri superstiti della band. I più famosi bootleg su cui figurano questi materiali sono le serie Ultra-Rare Trax della Swingin' Pig Records e gli Unsurpassed Masters della Yellow Dog.
Nel 1995, finalmente la EMI pubblicò la serie di CD intitolata Anthology, che conteneva gran parte del materiale citato in precedenza in qualità audio superiore.

#### Revolution 1(take 20)
Nel febbraio 2009, una registrazione completa della versione lunga di Revolution 1 (la take 20) (dal White Album) è apparsa sul bootleg Revolution: Take... Your Knickers Off!

### LeGet Back/Let It BeSessions (1969)

#### Le registrazioni agli Studi Twickenham
Nel gennaio del 1969, il gruppo si riunì, insieme al regista Michael Lindsay-Hogg, per filmare le proprie registrazioni in prospettiva del primo concerto “live” in tre anni della band. Le sessions furono registrate sia in formato audio che video, per il progetto di un futuro documentario e di un nuovo disco dei Beatles. Contrasti interni al gruppo fecero ben presto naufragare il progetto. Comunque, il materiale filmato (quasi 90 ore di registrazione) fu parzialmente pubblicato l'anno seguente come parte del film Let It Be. I Beatles registrarono anche canzoni mai eseguite prima, per esempio Watching Rainbows, e vari brani che sarebbero poi stati pubblicati sugli album solisti dei membri del gruppo, come All Things Must Pass e Hear Me Lord (successivamente pubblicate da Harrison), Gimme Some Truth (finita sull'album Imagine di Lennon), Teddy Boy, Hot as Sun (pubblicate da McCartney nel suo primo omonimo album solista) e The Palace of the King of the Birds (conosciuta anche come The Castle of the King of the Birds) composta da Paul McCartney e ancora inedita.
Dagli anni Settanta a oggi, i nastri di queste sessioni sono stati costantemente saccheggiati per la pubblicazione su bootleg. Di solito, i bootleggers si limitavano a riunire i momenti più interessanti delle registrazioni sotto forma di singolo LP. Ma, all‘inizio degli anni Duemila, una casa discografica specializzata in bootleg, la Yellow Dog Records creò Day by Day, una serie di 38 CD che contengono tutte le registrazioni integrali effettuate durante le sessioni. Inoltre, i CD della Yellow Dog sono anche un grosso passo in avanti per quanto riguarda la qualità sonora del materiale, precedentemente fatto uscire in qualità abbastanza mediocre.
Nonostante tutto questo, un elenco completo di tutte le Get Back sessions non esiste ancora.
Nel gennaio 2003, a seguito di un'indagine della International Federation of the Phonographic Industry, la polizia ha effettuato delle retate nel Regno Unito e nei Paesi Bassi, scoprendo circa 500 nastri pirata delle sessioni originali. Cinque persone sono state arrestate e i nastri riconsegnati alla EMI.

#### Il Concerto sul tetto
Sebbene il loro piano originario di un concerto dal vivo fosse naufragato, i Beatles si esibirono il 30 gennaio 1969 sul tetto dell'edificio della Apple al numero 3 di Savile Row a Londra. L'intera performance (che fu registrata e filmata per il progetto Let It Be album/film) include le seguenti canzoni:
Get Back #1, Get Back #2, Don't Let Me Down #1, I've Got a Feeling #1, One After 909, Dig a Pony, God Save the Queen (che è ricomparsa sul bootleg tedesco On the Rooftop), I've Got a Feeling #2, Don't Let Me Down #2, e Get Back #3 (versione interrotta per l'arrivo della polizia). Frammenti del concerto si possono vedere nel film Let It Be. Tre brani del concerto, Dig a Pony, I've Got a Feeling e One After 909, furono usati da Phil Spector per essere inclusi nell'album finale della band, Let It Be. Il concerto completo invece, è uscito su svariati bootleg.

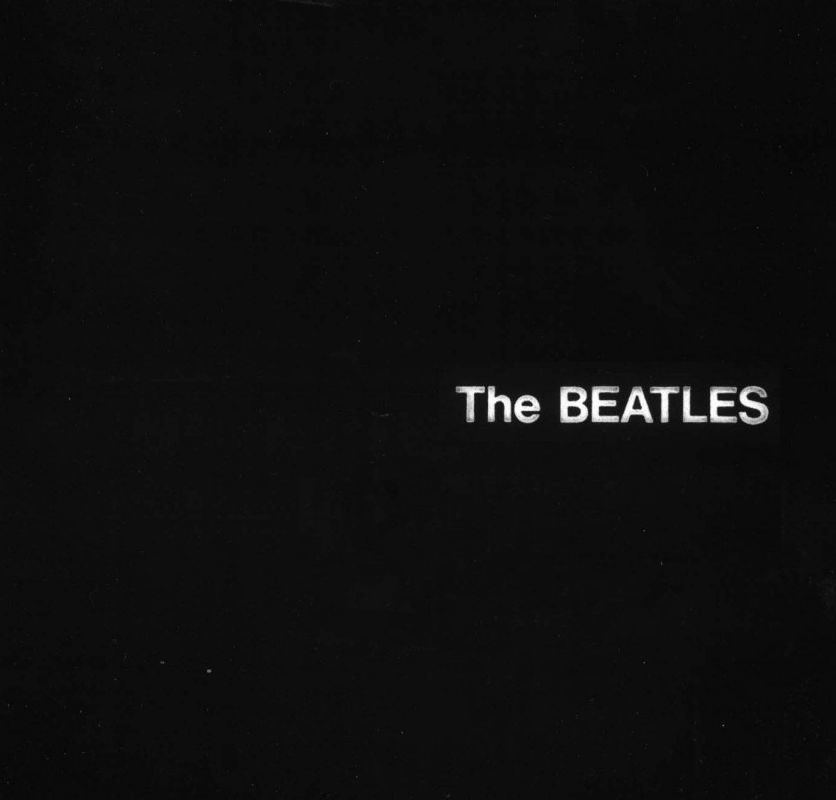
La copertina del Black Album

#### IlBlack Album
Una delle miriadi di bootleg delle sessioni per Get Back/Let it Be è conosciuto con il nome di Black Album. Sebbene la sua qualità sonora fosse accettabile ai tempi, ormai la maggior parte del materiale presente è stato ripubblicato su CD in una qualità sonora nettamente migliore. Rimane comunque un disco pirata storico, e copie dell'album hanno anche raggiunto quotazioni considerevoli tra i collezionisti, rispetto a tutti gli altri bootleg del gruppo. La veste grafica del bootleg, è una specie di copia in negativo del White Album.

#### Kum Back
Pubblicato clandestinamente nel settembre 1969, l'album è una versione embrionale costituita da missaggi iniziali di quello che sarebbe diventato l'album Let It Be, presi da due acetati di prova preparati dal produttore Glyn Johns.

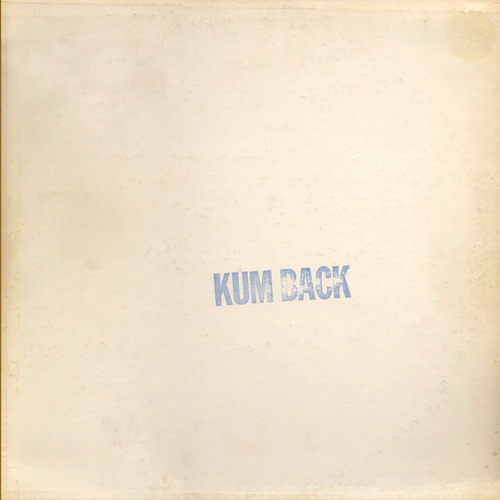
La copertina di Kum Back

### Demo Casalinghi (1963 - 1970)
Versioni primitive di canzoni che sarebbero state registrate successivamente dal gruppo o da altri artisti.
I demo più diffusi su bootleg contengono:
- Bad to Me: 1963 provino di John Lennon di un brano scritto per Billy J. Kramer.
- I'm In Love: 1963 nastro prova di Lennon di un brano scritto per i Fourmost.
- Don't Bother Me: 1963 nastro prova di George Harrison.
- One and One Is Two: 1964 prova di Paul McCartney.
- If I Fell: 1964 prova di Lennon.
- We Can Work It Out: 1965 nastro prova di McCartney, parzialmente rimaneggiato da Lennon.
- Michelle: 1965 prova di McCartney.
- He Said, He Said: 1966 prova di Lennon, versione primitiva di She Said She Said.
- It's Not Too Bad: 1966 provino di Lennon, prima versione di Strawberry Fields Forever.
- Good Morning Good Morning: 1967 nastro prova di John Lennon.
- Across the Universe: 1967 prova di Lennon.
- You Know My Name (Look Up the Number): 1967 prova di Lennon.
- Step Inside Love: 1968 prova di McCartney, canzone scritta per Cilla Black.
- She Can Talk to Me: 1968 prova di Lennon, versione embrionale di Hey Bulldog.
- Everyone Had a Hard Year: 1968 provino di Lennon, poi inglobato in I've Got a Feeling.
- Oh My Love: 1968 nastro prova di Lennon.
- Goodbye: 1969 prova di McCartney, brano scritto per Mary Hopkin.
- Don't Let Me Down: 1969 nastro prova di Lennon.
- Cold Turkey: 1969 provino di Lennon.

#### The White Album DemosaliasThe Kinfauns Demos(Maggio 1968)
I Beatles registrarono provini acustici quasi dell'intero White Album nel maggio 1968 a casa di George Harrison nella località di Esher, Kinfauns.

I demo includono anche numerose canzoni che non finirono sull'album finale:
- Child of Nature: in seguito pubblicata da Lennon, con un testo differente, reintitolata Jealous Guy.
- Circles: in seguito pubblicata da George Harrison sul suo album Gone Troppo.
- Sour Milk Sea: un brano registrato da Jackie Lomax e pubblicato come uno dei primi singoli della Apple Records (scritto da Harrison).
- Junk: in seguito pubblicata da McCartney nel suo disco solista McCartney, una prova della canzone registrata con il gruppo, fu anche inclusa nell'Anthology.

I bootleg più famosi del periodo in questione sono White Album Demos e From Kinfauns to Chaos (Vigotone, 1999).
L'album From Kinfauns to Chaos contiene i seguenti brani; tutti i brani sono accreditati a Lennon-McCartney, tranne dove indicato diversamente:
1. Julia
2. Blackbird
3. Rocky Raccoon
4. Back in the U.S.S.R.
5. Honey Pie
6. Mother Nature's Son
7. Ob-La-Di, Ob-La-Da
8. Junk (McCartney)
9. Dear Prudence
10. Sexy Sadie
11. Cry Baby Cry
12. Child of Nature (Lennon)
13. The Continuing Story of Bungalow Bill
14. I'm So Tired
15. Yer Blues
16. Everybody's Got Something to Hide Except Me and My Monkey
17. What's the New Mary Jane?
18. Revolution
19. While My Guitar Gently Weeps (Harrison)
20. Circles (Harrison)
21. Sour Milk Sea (Harrison)
22. Not Guilty (Harrison)
23. Piggies (Harrison)

### Le registrazioni Natalizie
Ogni anno, i Beatles registravano un flexi disc EP pieno di battute scherzose e musica, come regalo di Natale per i membri del loro fan club. Dopo lo scioglimento del gruppo nel 1970 queste registrazioni sono state raccolte in un LP intitolato From Then to You (The Beatles' Christmas Album negli Stati Uniti) riservato, appunto, ai loro fan club. Siccome questo album non è mai uscito ufficialmente né su vinile né su CD, spesso frammenti dell'album sono apparsi su vari bootleg. Una canzone, Christmas Time (Is Here Again), proveniente dalle registrazioni per il Natale del 1967, è stata pubblicata ufficialmente nel 1995 come lato B del singolo di Free as a Bird facente parte del progetto Anthology.

## Dopo lo scioglimento della band

### A Toot and a Snore in '74
Esistono centinaia di bootleg sulla carriera solista dei membri della band. Ma questo disco è particolarmente degno di menzione, includendo l'unica registrazione conosciuta di John Lennon e Paul McCartney che suonano insieme dopo lo scioglimento dei Beatles nel 1970. Una jam session tra i due (che includeva anche Stevie Wonder, Harry Nilsson, Jesse Ed Davis e Bobby Keys) fu registrata ai Record Plant studios di Los Angeles il 28 marzo 1974. La registrazione venne alla luce solo 18 anni dopo, quando un frammento della stessa fu pubblicato sul disco pirata A Toot and a Snore in '74.

### Beware of ABKCO!
Altro disco bootleg di notevole interesse storico è Beware of ABKCO!, che contiene brani registrati come provini da George Harrison nel maggio 1970 per una possibile inclusione nel suo triplo album solista All Things Must Pass. Tra i molti brani, anche canzoni provate con i Beatles nel 1969 e successivamente scartate o mai completate. L'album, pubblicato non ufficialmente nel 1994, fornisce l'unica possibilità di ascoltare cinque canzoni che Harrison non pubblicò mai in carriera. Tra queste, è presente la traccia Nowhere to Go, scritta da Harrison insieme a Bob Dylan nel 1968.

## Falsi bootleg
Un certo numero di canzoni, spesso sono state fatte passare dai pirati come inediti dei Beatles.
Questi “falsi” includono:
- Bye, Bye, Bye,: Una parodia dei Beatles fatta dal DJ Kenny Everett.
- Carnival of Light: Una traccia in MP3 della lunghezza di 1 minuto, spacciata per essere il famoso inedito del 1967, sebbene si tratti di un brano attribuibile al DJ Lord of Boothferry, registrato nella metà degli anni 2000.
- Cheese and Onions: Un brano parodia, eseguito al Saturday Night Live da Neil Innes (e disponibile sull'album e film dei The Rutles), con una così accurata imitazione di John Lennon da parte di Innes, che fu scambiato come un vero inedito dei Beatles da qualche fan.
- Happy Together: Una canzone dei Turtles confusa a volte con un brano dei Beatles per il suo cantato molto simile allo stile di McCartney.
- Have You Heard the Word: Una canzone in stile Lennon di Maurice Gibb.
- I Love You Too: Un brano dei Fourmost con un cantante che suona molto simile a Paul McCartney.
- I'm Sad the Goat Just Died Today: Un singolo della band dei Frogs.
- It's Gonna Be Alright: Un successo del gruppo rock olandese Smyle.
- L.S. Bumblebee: Una registrazione datata 1967 di Peter Cook e Dudley Moore che prendono in giro la psichedelia con Moore che canta parodiando lo stile di Lennon.
- Magical Misery Tour: Una parodia su John Lennon tratta dall'album Radio Dinner con alla voce Tony Hendra (poi divenuto manager degli Spinal Tap).
- N. Bourbaki's (o Borbaki's) Multicoloured Jam: lato B di un oscuro singolo di una garage band dell'Arkansas chiamata Campbell's Lavender Circus.
- Oh, I Need You (conosciuta anche come Oh, I Want You): Una registrazione in bassa qualità che vorrebbe essere un brano di Lennon risalente alle sessions dell'album Abbey Road, ritenuto oggi, più probabilmente, un brano della band Mortimer che era sotto contratto con la Apple nel 1968.
- Peace of Mind/The Candle Burns: Un brano ritrovato nella spazzatura alla Apple nel 1970, che ha ancora oggi origini sconosciute. Alcuni lo ritengono un demo dei Beatles del 1967 circa, sebbene la mancanza di documentazione ufficiale, lasci perplessi gli esperti del gruppo.
- People Say e I'm Walking: Un singolo del duo chiamato "John and Paul".
- Ram You Hard: Un singolo reggae di un gruppo chiamato "John Lennon & the Bleechers".
- Shades of Orange e Loving Sacred Loving: Entrambi lati di un singolo dell'oscura band psichedelica inglese anni Sessanta dei The End.
- That Thing You Do: La canzone portante del film dallo stesso titolo, suonata dagli Wonders.
- We are the Moles: Brano di Simon Dupree and the Big Sound, che una volta si pensava figurasse Ringo Starr alla voce.

## Materiale non ancora pubblicato su bootleg
Nonostante la maggior parte del materiale inedito del gruppo sia già stato ormai pubblicato sui bootleg più disparati, esistono ancora dei "tesori nascosti" che i fan sono in attesa di poter ascoltare:
- Baby, Let's Play House: Questa cover di Elvis Presley è una delle due canzoni registrate durante un concerto del luglio 1957 (il giorno in cui John incontrò per la prima volta Paul) del gruppo pre-Beatles, i Quarrymen.
- Quarrymen Demos: Anche se molti dei provini dei Quarrymen sono stati già pubblicati, qualcuno di essi deve ancora venire alla luce, per esempio When I'm 64, Winston's Walk, e Ask Me Why.
- Young Blood audizione Decca, 1º gennaio 1962: Come menzionato nel libretto del CD ufficiale Live at the BBC, Young Blood fu registrata alla Decca ma non ne esiste traccia su disco.
- Live at the Cavern, 1962: Come riferito da Paul McCartney il 29 agosto 1985, questo nastro contiene 18 canzoni, per lo più cover, alcune di queste mai sentite prima. Le reinterpretazioni inedite sono: Hey! Baby (Bruce Channel), If You Gotta Make a Fool of Somebody (James Ray), Sharing You (Bobby Vee), e What's Your Name (probabilmente l'hit doo-wop dallo stesso titolo di Don & Juan). Dato che il nastro è in possesso di McCartney, ma nulla di esso è stato pubblicato sull'Anthology 1, si presume che abbia una qualità sonora molto scarsa.
- Sheila 26 ottobre, 1962, BBC: Questa cover di Tommy Roe fu eseguita durante le esibizioni del gruppo alla BBC ma non inclusa nell'uscita ufficiale del CD Live at the BBC della EMI, né su bootleg. Probabilmente il nastro si è deteriorato o è andato perduto per sempre.
- Tip of My Tongue: Svariati provini di questo brano furono registrati dai Beatles il 26 novembre 1962 agli EMI Studios. Insoddisfatti del risultato, diedero la canzone a Tommy Quickly affinché la incidesse lui stesso.
- Three Cool Cats: 16 gennaio 1963, BBC: Altra canzone registrata durante le BBC sessions, ma mai trasmessa. Esiste una versione di "Three Cool Cats" tratta dall'audizione Decca del 1º gennaio 1962 che è facilmente reperibile, ma è verosimile che quest'altra versione della BBC non sia sopravvissuta.
- La studio outtake di Hold Me Tight, registrata l'11 febbraio 1963: Si tratta di una versione embrionale di Hold Me Tight, rifatta in seguito per l'LP With the Beatles, registrata durante le sedute dell'album Please Please Me.
- Do You Want to Know a Secret nastro prova, inizio 1963: Billy J. Kramer ricorda di aver sentito un demo tape di questa canzone prima che lui la registrasse per il suo singolo di debutto, il 21 marzo 1963. Come scrisse nelle note di copertina del CD The Best of Billy J. Kramer & the Dakotas: The Definitive Collection, «Avevo questo nastro che mi era stato dato, c'era su John Lennon che cantava accompagnandosi alla chitarra acustica. Sul nastro diceva: «Mi dispiace per la qualità audio, ma è il posto più tranquillo che ho trovato in tutto l'edificio». Poi tirava lo sciacquone del water.»
- I Call Your Name nastro prova, maggio/giugno 1963: Billy J. Kramer rammenta anche altri due demo che Lennon registrò per lui, Bad To Me e I Call Your Name.
- Three Cool Cats 2 luglio, 1963, BBC: Ancora un'altra versione di questa cover dei Coasters, registrata alla BBC nel luglio 1963, ma, come l'altra che registrarono per la BBC in gennaio, mai trasmessa.
- Don't Pass Me By agosto 1963: Ringo Starr registrò Don't Pass Me By come provino iniziale nel 1963, ma il nastro rimase nel cassetto fino a quando, nel 1968, Ringo lo rispolverò per ri-registrare da capo il brano per la versione che finirà sul White Album. Il nastro del 1963 non è mai stato ascoltato.
- A World Without Love nastro prova, circa inizio 1964: Peter Asher del duo Peter & Gordon disse che aveva un nastro prova di Paul McCartney con un'incisione di World Without Love ancora incompleta.
- Beatles-Carl Perkins session 1º giugno, 1964: Carl Perkins affermò in diverse occasioni, che lui e i Beatles suonarono insieme in studio il 1º giugno 1964. I brani che eseguirono, variano a seconda delle fonti, ma dovrebbero essere: Blue Suede Shoes, Honey Don't, Everybody's Trying to Be My Baby, Your True Love, Sawdust Dance Floor e altri. Nessun nastro è giunto fino a noi, per ora.
- You're My World studio outtake, 3 giugno 1964: Una strana scelta per una cover, You're My World non era un originale dei Beatles, ma un brano che era già stato un successo da #1 in Gran Bretagna per Cilla Black. Se dovesse saltar fuori, comunque, è confermato che si tratti di una versione della durata di soli 33 secondi.
- It's For You nastro prova, 1964: Cilla Black ha memoria di un demo di questo brano scritto da Lennon-McCartney, che lei reinterpretò in un singolo del 1964 (e del quale i Beatles non registreranno mai la loro versione), con il solo Paul alla chitarra.
- No Reply nastro prova, 1964: Prima che i Beatles lo registrassero per l'album Beatles for Sale, c'era l'idea di dare via il brano a un altro artista della scuderia di Brian Epstein, Tommy Quickly, ma Quickly non pubblicò mai la propria versione. Colin Manley, che suonò la chitarra sulla cover mai pubblicata, disse a Kristofer Engelhardt in Beatles Undercover: «Non penso che la versione che si sente sull'Anthology 1 sia il demo che sentimmo noi; è troppo completa».
- In My Life registrazione privata, 1965: Nella sua intervista a Playboy con David Sheff nel 1980, John Lennon disse che probabilmente aveva un nastro originale fatto in casa di In My Life. La memoria di John non era sempre infallibile, ma nella stessa intervista, ricordò anche di avere dei nastri di Strawberry Fields Forever e di We Can Work It Out, che effettivamente, saltarono fuori entrambi. Come Strawberry Fields Forever, In My Life è famosa per essere cambiata molto durante il processo di registrazione in studio; la canzone, in una prima versione, citava numerosi luoghi di Liverpool per nome, il che renderebbe questo nastro molto affascinante.
- What Goes On nastro privato, fine 1965: Nell'aprile 1966, in un numero della rivista The Beatles Monthly Book, Neil Aspinall scrisse: «Quando Paul cercò di far vedere a Ringo come dovesse suonare What Goes On, preparò un nastro dove lui stesso suonava la chitarra, la batteria e cantava il brano.»
- Norwegian Wood (This Bird Has Flown) Take 3, 21 ottobre 1965: Una versione in formato MP3 di Norwegian Wood apparve su internet ma era un falso. La take 3 è ancora inedita mentre le takes 1, 2 e 4 sono state pubblicate su bootleg.
- Hold On, I'm Comin' nastro prova, marzo 1966: Mentre She Said, She Said veniva registrata come demo, Lennon scrisse anche questa canzone rimasta poi inedita. Non se ne è mai saputo più nulla.
- Love You To (take 1): In contrasto con la versione pubblicata, la take 1 di Love You To era composta solo da George Harrison alla chitarra acustica e alla voce, con Paul McCartney che provvedeva a qualche coro occasionale. A questo stadio, la canzone era ancora intitolata Granny Smith e non aveva tutta quella atmosfera indiana che avrà il pezzo pubblicato su Revolver.
- Carnival of Light: Un esperimento sonoro di circa 15 minuti, registrato durante le sessioni per Sgt. Pepper's Lonely Hearts Club Band. La canzone non è mai stata pubblicata nemmeno su bootleg. Carnival of Light è una delle canzoni più ricercate dai fan per il suo carattere assolutamente d‘avanguardia, e molti si rammaricarono quando i Beatles decisero di non pubblicarla sull‘Anthology negli anni Novanta (in realtà Paul McCartney aveva intenzione di farlo, ma il veto imposto da George Harrison fece naufragare l'idea).
- Anything: Registrata durante le sessioni per Sgt Pepper il 22 febbraio 1967. Un'altra incisione sperimentale consistente in 22 minuti e 10 secondi di batteria, con l'aggiunta di tamburello e conga. Non è ben chiaro se fosse solo un tappeto percussivo per una canzone o un brano vero e proprio. In ogni caso, anche di questa registrazione non se ne è mai saputo più nulla.
- Helter Skelter (take 3): Questa iniziale versione blueseggiante della canzone, aveva l'epica durata di 27 minuti e 11 secondi. Voci di corridoio affermano che la registrazione non esista più, ma George Harrison disse, in una intervista, di averla riascoltata durante il periodo del progetto Anthology negli anni Novanta.
- Good Night 1968: Nella sua autobiografia, il tecnico del suono dei Beatles, Geoff Emerick, racconta che John fece un demo di Good Night per Ringo che fu suonato un paio di volte in studio. Emerick scrisse: «è un peccato che questo nastro sia andato perduto, e che nessuno possa ascoltare John cantare questa tenera piccola canzone». «Non penso che l'esecuzione vocale di Ringo sul White Album abbia reso giustizia alla canzone.»
- Etcetera: Durante le sedute di registrazione per il White Album nell'agosto 1968, Paul registrò frettolosamente questa canzone scritta per Marianne Faithfull (ma lei si rifiutò di registrarla)[5] e nessuno l'ha più ascoltata da allora.[6]
- The Long and Winding Road versione alternativa, fine 1968 circa: È risaputo che Paul, accompagnandosi al pianoforte, fece un demo di The Long and Winding Road durante le sessions del White Album, tempo prima che il brano venisse registrato di nuovo durante le Get Back/Let It Be Sessions nel gennaio 1969.
- Games People Play 20 aprile 1969: Dopo una session per la canzone Oh! Darling, i Beatles registrarono un brano inedito della durata di circa due minuti, mai pubblicato da nessuna parte.
- Sun King session, 24 agosto 1969: Come scritto nel booklet del CD dell'Anthology 3, i Beatles registrarono Come And Get It e tre grezze cover, tra cui Ain't She Sweet (pubblicata insieme a Come And Get It sul terzo CD dell'Anthology). Who Slapped John? e Be-Bop-A-Lula, le altre due cover eseguite, aspettano ancora la pubblicazione.
- Peggy Sue Got Married, 3 gennaio 1970: McCartney, Harrison e Starr registrano I Me Mine che resterà l'ultima loro incisione insieme in studio per più di vent‘anni. Dopo aver terminato la canzone, suonarono questa cover che fu registrata, ma mai pubblicata in seguito.
- All for Love, brano registrato nel 1994-95 da McCartney, Harrison e Starr, durante le registrazioni per Free as a Bird e Real Love, durante il progetto dell'Anthology[7]; ancora inedito.

## Discografia
The Beatles
- 1969 - Kum Back (Twickenham Film Studios e Apple Studios, gennaio 1969)
- 1969 - Very Together (registrazioni del 1961)
- 1977 - Live! at the Star-Club in Hamburg, Germany; 1962 (Amburgo, dicembre 1962; Bellaphon/Lingasong Records)
- 1979 - The Decca Tapes (Decca Studios, gennaio 1962)
- 1979 - The Beatles - 1st Live Recordings Vol. 1 - Hamburg, Germany, 1962 (Amburgo, dicembre 1962; Pickwick Records)
- 1979 - The Beatles - 1st Live Recordings Vol. 2 - Hamburg, Germany, 1962 (Amburgo, dicembre 1962; Pickwick Records)
- 1979 - Live from the Sam Houston Coliseum (Houston, 19 agosto 1965; Audifon Records)
- 1981 - Black Album (Twickenham Studios e Apple Studios, gennaio 1969)
- 1981 - 20x4 (con brani di Paul McCartney e George Harrison da solisti)
- 1988 - Live in Paris 1965 (Palais des Sports, Parigi; 20 giugno 1965; The Swingin' Pig Records)
- 1989 - Christmas Album (1963-69; The Early Years Records)
- 199? - Live in Philadephia & Indianapolis 2./3. September, 1964 (settembre 1964; Bubu Records)
- 1991 - Unsurpassed Demos (Esher, maggio 1968)
- 1991 - The Beatles - Live in Japan (Budokan Hall, Tokyo; 30 giugno, 1º luglio 1966; Starlife Records)
- 1991 - The Beatles - '69 Rehearsals, Vol 1 (Twickenham Studios, gennaio 1969; Blue Kangaroo Records)
- 1991 - The Beatles - '69 Rehearsals, Vol 2 (Twickenham Studios, gennaio 1969; Blue Kangaroo Records)
- 1991 - The Beatles - '69 Rehearsals, Vol 3 (Twickenham Studios, gennaio 1969; Blue Kangaroo Records)
- 1993 - The Beatles - The 1968 Demos (Esher, maggio 1968, e registrazioni successive, dicembre 1968)
- 1994 - Live, Live, Live (tracce 1-8, Stoccolma, 24 ottobre 1963, tracce 9-16, Parigi, 20 giugno 1965, tracce 17-28, Tokyo, 1º luglio 1966; Yellow Dog Records)
- 1994 - Christmas Album (1963-69; Cedrem Sound Lab Records)
- 1996 - Come Together (The Beatles in the '90s) (Harrison, McCartney, Starr negli anni 1994-95, The Beatles Anthology; FAB Records)
- 1997 - Another Flaming Pie (con brani anche da solisti; No Label Records)
- 1998 - Acoustic Masterpieces - The Esher Demos (Esher, maggio 1968; Birthday Records)
- 1999 - From Kinfauns to Chaos (Esher, maggio 1968)
- 2000 - Day By Day (Twickenham Studios e Apple Studios, gennaio, febbraio 1969; serie di 38 dischi, Yellow Dog Records)
- 2008 - Help! Sessions, Disc 1 (Abbey Road Studios, 1965)
- 2008 - Help! Sessions, Disc 2 (Abbey Road Studios, 1965)

John Lennon solista
- 1991 - (The Alternate) Sometime in New York City
- 1992 - A Toot and a Snore in '74 (1974, con Paul McCartney)
- 1995 - S.I.R. John Winston Ono Lennon (1972)

Paul McCartney solista
- Inedito - Hot Hits - Cold Cuts (registrazioni del periodo 1971-1980)
- 2000 - Beatles Originals (solo)

George Harrison solista
- 1994 - Beware of ABKCO! (1970)